# Książę Baltazar Karol w stroju myśliwskim
Książę Baltazar Karol w stroju myśliwskim (hiszp. El príncipe Baltasar Carlos cazador) – obraz olejny hiszpańskiego malarza Diega Velázqueza (1599–1660) przedstawiający księcia Baltazara Karola (1629–1646), syna i niedoszłego następcę króla Hiszpanii Filipa IV. 

## Okoliczności powstania
W latach 30. XVII w. trwały prace nad myśliwskim pawilonem Torre de la Parada, zlecone przez Filipa IV. Ten niewielki pałacyk znajdował się na królewskich ziemiach łowieckich w okolicy Madrytu i miał służyć jako miejsce odpoczynku w czasie polowań. Choć za dekorację pawilonu odpowiedzialny był Rubens, również Velázquezowi zlecono wykonanie kilku płócien. Oprócz portretu księcia Velázquez namalował jeszcze dwa dzieła o tematyce łowieckiej: Filip IV w stroju myśliwskim i Kardynał infant Ferdynand w stroju myśliwskim. Te trzy obrazy wykazują liczne podobieństwa: postaci przedstawione są w niemal naturalnych rozmiarach, na świeżym powietrzu, w stroju myśliwskim i trzymając w ręce strzelbę. Na każdym obrazie mężczyznom towarzyszy pies myśliwski.
Książę Baltazar Karol był nadzieją monarchii na następcę tronu, zdrowym dzieckiem pozbawionym wrodzonych wad fizycznych i psychicznych, którymi obarczonych było wielu potomków hiszpańskiej dynastii Habsburgów. Niestety książę zmarł nagle w wieku 17 lat, kiedy zaraził się ospą prawdziwą, pozostawiając Filipa IV bez męskiego dziedzica.

## Opis obrazu
Portret księcia powstał prawdopodobnie w 1635–1636, gdyż wiadomo, że chłopiec miał wtedy ok. 6 lat – na obrazie widnieje łacińska inskrypcja Anno aetatis suae VI. Krajobraz Sierra de Guadarrama w tle sugeruje, że scena ma miejsce na Monte de El Pardo, niedaleko Madrytu. Motyw monarchy z psem został zapoczątkowany przez Tycjana (Portret Karola V z psem), kontynuowany przez Velázqueza, a następnie Goyę (Karol III w stroju myśliwskim). Po obu stronach chłopca widać psy, jeden z nich jest czujny, a drugi spokojnie śpi. Na podstawie kopii z warsztatu Velázqueza i badań technicznych wiadomo, że po prawej stronie był namalowany jeszcze jeden pies, ale obraz został przycięty po tym, jak częściowo ucierpiał w pożarze.

## Proweniencja
Obraz należał do królewskiej kolekcji sztuki. Po pożarze, który zniszczył pawilon Torre de la Parada, wisiał w różnych salach Pałacu Królewskiego w Madrycie. Obecnie znajduje się w zbiorach Muzeum Prado.